# Hugo de Lantins
Hugo de Lantins (... – tra il 1420 e il 1430) è stato un compositore fiammingo, appartenente alla  scuola franco fiamminga.
Fu attivo in Italia, specialmente a Venezia, e scrisse musica sacra e profana; egli può essere stato un parente di Arnold de Lantins, altro compositore attivo nello stesso periodo nella stessa area geografica.

## Biografia
Poco si conosce sulla sua vita, a parte che fu a Venezia durante gli anni venti del XV secolo dove scrisse delle musiche cerimoniali per il Doge Francesco Foscari e le sue musiche appaiono in diverse collezioni di manoscritti realizzate in quella città. Sicuramente scrisse delle musiche in occasione del matrimonio, avvenuto nel 1421, di Cleofe Malatesta e Theodore Palaiologos, prince di Sparta, come da precisi riferimenti inclusi nei testi delle composizioni. Quasi certamente fu conosciuto da Dufay, poiché entrambi i compositori scrissero delle musiche in occasione degli stessi eventi e Dufay menziona Lantis nel testo di una delle composizioni che egli scrisse durante il soggiorno a Rimini nella casa della famiglia Malatesta 1420 - 1424.
Le musiche di Hugo sono più innovative di quelle di Arnold; fanno uso dell'imitazione, che stava divenendo lo stile che prevarrà nei successivi cento anni e più; in effetti l'imitazione è prevalente nelle musiche di Hugo molto più di quanto non lo sia in ogni altro compositore degli inizi del XV secolo. La maggior parte della musica di Hugo de Lantins è scritte a tre voci ed occasionalmente se ne aggiunge una quarta.
Molte parti delle sue messe sono pervenute a noi, ma nessuna di esse è completa. Egli ci ha lasciato inoltre, 5 mottetti, uno dei quali in stile isoritmico. Fra le musiche profane scrisse molti rondeaux, tutti in francese oltre che a diverse ballate in italiano, quasi sicuramente per il matrimonio di reale nella Casa dei Malatesta.